# Regional District of East Kootenay
Regional District of East Kootenay är ett regionalt distrikt i provinsen British Columbia i Kanada. Det ligger i sydöstra hörnet av provinsen. Antalet invånare var 60 439 vid folkräkningen 2016 och ytan är 27 542 kvadratkilometer.
I Regional District of East Kootenay finns kommunerna Canal Flats, Cranbrook, Elkford, Fernie, Invermere, Kimberley, Radium Hot Springs och Sparwood.